# 美少女戰士SuperS
《美少女戰士SuperS》（美少女戦士 セーラームーンSuperS）是1995年3月4日到1996年3月2日播放的日本動畫作品。

## 概要
本作品是接續第三作《美少女戰士S》的續作，是美少女戰士系列的第四部作品。特色是以豆釘兔為主角，描述了她與守護夢想世界的獨角馬之間的一段羅曼史。

## 故事背景
承上集，水手服戰士們各自回復到平靜的生活，豆釘兔從未來回到現代以進行水手服戰士的訓練。豆釘兔融入了阿兔的家居生活，作為一名普通的小女孩與阿兔、阿衛、以及其餘四位戰士一起生活著。有一天，豆釘兔在睡夢中遇見一匹名為艾利奧斯的獨角天馬正在呼喚她，二人在夢中建立了一種秘密的關係。艾利奧斯還協助眾水手服戰士提升到她們的永久超級形態，並讓豆釘兔召喚他時釋放他的力量。
有一天，眾戰士們相約去欣賞難得一見的日全蝕，準備歸途的時候，阿兔突然乍見一個奇妙的馬戲團帳篷佇立著，但她以為自己看錯了故不以為然；然而就是這個馬戲團，讓戰士們好不容易才能過著的平靜生活，再度帶來了新的戰鬥。這個被命名為死亡月亮馬戲團，以人類美好的夢想為獵物，通過觀察人類的夢想之鏡來找到隱藏於其中的艾利奧斯，並相信他擁有「黃金水晶」。只要得到這顆水晶，死亡月亮馬戲團的統治者—納莉尼亞女王便能從封印的鏡中釋放出來。
生活在馬戲團世界的納莉尼亞女王曾經擁有自己的王國，皇宮內的所有人皆因其美貌而寵愛她，然而卻一直沒有人會關心她，使她從小就很想擁有自己的朋友和愛人。直到有一天，她想從魔鏡得知自己的將來會是如何，卻看見自己一副可怕的樣子，並在魔鏡的唆使下，她為了得到永恆的美貌而不斷吃掉人類的美好夢想。後來她尋找到一名叫希路斯（Helios）的祭師擁有著金色水晶，此亦是艾利奧斯的真實形態，為奪取其金色水晶，結果被倩妮迪女王封印於魔鏡的世界之中。
納莉尼亞女王組建了一個稱為死亡月亮馬戲團，並派遣時來科亞作為追蹤希路斯的代理人。雖然她獲得了金色水晶，但遭到亞瑪遜四重奏的背叛，把金色水晶交給豆釘兔。有了金色水晶的幫助，納莉尼亞女王被擊敗了，並隨著其年齡的增長而開始枯萎，迫使她回到曾被封印的鏡子裡，而艾利奧斯則回到他的家鄉聖地（Elysion）。

## 主要登場角色
- 月野兔
- 豆釘兔
- 地場衛
- 水野亞美
- 火野麗
- 木野真琴
- 愛野美奈子
- 艾利奧斯[錨點失效]
- 亞馬遜三重奏 - 禿鷹眼、老虎眼、美魚眼
- 亞馬遜四重奏 (漫畫版設定為豆釘兔的守護四戰士，分別為 Sailor Cereas、Sailor Juno、Sailor Pallas、Sailor Vesta)
- 納莉尼亞女王[錨點失效]
- 美少女戰士主要角色列表

## 工作人員
| 原作              | 武內直子                                                                          |
| 監督              | 東伊里弥→有迫俊彦（東映）、太田賢司（テレビ朝日）、矢田晃一（東映エージエンシー） |
| 導演              | 幾原邦彦                                                                          |
| 製作擔當          | 堀川和政、松坂一光                                                                |
| 作畫監督          | 松下浩美等24人                                                                    |
| 系列構成          | 榎戶洋司                                                                          |
| 人物設計&作畫擔當 | 伊藤郁子                                                                          |
| 美術設定&美術擔當 | 椋尾篁、窪田忠雄 （椋尾篁生病後接棒）                                             |
| 美術相關          | 鹿野良行等6人                                                                     |
| 美術執行          | 田村晴夫、御園博                                                                  |
| 製作執行          | 本間修等10人                                                                      |
| 色彩設定          | 板坂泰江等5人                                                                     |
| 色彩上色          | 清村忠等9人                                                                       |
| 音樂              | 有澤孝紀                                                                          |
| 選曲              | 芽原万起子→水野さやか                                                             |
| 錄音              | 立花康夫、鈴木義和                                                                |
| 背景              | 椋尾篁、みにあ〜と                                                                |
| 效果              | 今野康之、赤平直樹、鶴田こずえ                                                    |
| 特效              | 山本公、岡島雄二、千葉豊                                                          |
| 攝影              | 三晃プロダクション、トランスアーツ                                                |
| 影像呈現          | 東映化學                                                                          |
| 演出              | 佐藤順一等13人                                                                    |
| 演出助手          | 五十嵐卓哉等8人                                                                   |
| 演助執行          | 宇田鋼之介等6人                                                                   |
| 紀錄              | 梶本みのり、小川真美子                                                            |
| 公關事務          | 森田兆基等6人                                                                     |
| 媒體相關          | VAP、スタジオポッケ、宮崎アニメーションスタジオ、スタジオ･マーサ                  |
| 動畫製作          | テレビ朝日、東映、東映エージエンシー                                              |

## 主題歌
日本
| 類別   | 歌曲                                                     | 作詞       | 作曲     | 編曲     | 歌手       |
| ------ | -------------------------------------------------------- | ---------- | -------- | -------- | ---------- |
| 片頭曲 | 「（月光傳說）」                                         | 小田佳奈子 | 小諸鐵也 | 林有三   | 、         |
| 片尾曲 | 「想成為戀人（页面存档备份，存于）」（第1－13話）        | 秋元康     | 井上望   | 岩崎文紀 | 藤谷美和子 |
| 片尾曲 | 「成為和我們一樣吧（页面存档备份，存于）」（第14－39話） | 武內直子   | 水野雅夫 | 林有三   | Meu        |

香港
| 類別   | 歌曲                                      | 填詞   | 作曲     | 編曲           | 主唱   |
| ------ | ----------------------------------------- | ------ | -------- | -------------- | ------ |
| 主題曲 | 「美少女不朽傳奇 （页面存档备份，存于）」 | 黃捷皓 | 小諸鐵也 | 李啟昌         | 許思行 |
| 片尾曲 | 「月亮下禱告 （页面存档备份，存于）」     | 陳啟泰 | 井上望   | 李啟昌         | 許思行 |
| 片尾曲 | 「不必放棄 （页面存档备份，存于）」       | 黃捷皓 | 水野雅夫 | Jean Michel Ou | 許思行 |

## 獎項
- 1998年度兒歌金曲頒獎典禮－－「至Net兒歌大獎」-《不必放棄》

## 各話列表
| 話數             | 日文標題                                                                                         | 中文標題                                                                                   | 腳本                         | 演出                  | 作畫監督     | 美術     |
| ---------------- | ------------------------------------------------------------------------------------------------ | ------------------------------------------------------------------------------------------ | ---------------------------- | --------------------- | ------------ | -------- |
| 128（1）         |                                                                                                  | 命中注定的邂逅！天馬飛舞之夜                                                               | 榎戸洋司                     | 幾原邦彦              | 爲我井克美   | 橋本和幸 |
| 129（2）         |                                                                                                  | 再次超級變身！天馬的力量                                                                   | 杉原めぐみ                   | 佐々木憲世            | とみながまり | 田尻健一 |
| 130（3）         |                                                                                                  | 守護媽媽的夢！月亮雙人組的新絕招                                                           | 山口亮太                     | 芝田浩樹              | 香川久       | 浅井和久 |
| 131（4）         |                                                                                                  | 捕捉天馬！亞馬遜的陷阱                                                                     | 吉村元希                     | 遠藤勇二              | 長谷川眞也   | 大河内稔 |
| SP特別篇 （4.5） | 華麗に変身? 泣き虫うさぎの成長記録 はるかみちる再び! 亡霊人形劇 ちびうさの冒険! 恐怖、吸血鬼の館 | 華麗變身？愛哭鬼小兔的成長記錄 小遙小滿再度登場！亡靈人偶劇 小小兔的冒險！恐怖的吸血鬼之館 | 杉原めぐみ 榎戸洋司 吉村元希 | 宇田鋼之介 五十嵐卓哉 | 中村太一     | 橋本和幸 |
| 132（5）         |                                                                                                  | 相配的兩個人！小兔與阿衛的愛                                                               | 榎戸洋司                     | 佐藤順一              | 安藤正浩     | 浅井和久 |
| 133（6）         |                                                                                                  | 阿提密斯變心了？神秘小貓登場                                                               | 杉原めぐみ                   | 小坂春女              | とみながまり | 田尻健一 |
| 134（7）         |                                                                                                  | 真琴的友情！嚮往天馬的少女                                                                 | 山口亮太                     | 芝田浩樹              | 爲我井克美   | 大河内稔 |
| 135（8）         |                                                                                                  | 緊緊相繫的心！小小兔與天馬                                                                 | 榎戸洋司                     | 佐々木憲世            | 香川久       | 橋本和幸 |
| 136（9）         |                                                                                                  | 守護阿衛！忍者小兔大吃飛醋                                                                 | 杉原めぐみ                   | 遠藤勇二              | 長谷川眞也   | 浅井和久 |
| 137（10）        |                                                                                                  | 妖怪之森！美麗妖精的誘惑                                                                   | 吉村元希                     | 幾原邦彦              | 中村太一     | 田尻健一 |
| 138（11）        |                                                                                                  | 一路衝到天國！對夢想之車傾注的愛                                                           | 山口亮太                     | 芝田浩樹              | 安藤正浩     | 大河内稔 |
| 139（12）        |                                                                                                  | 目標是日本第一！美少女劍士的煩惱                                                           | 中野睦                       | 小坂春女              | 伊藤郁子     | 橋本和幸 |
| 140（13）        |                                                                                                  | 最愛迷你裙！時尚的戰士們                                                                   | 吉村元希                     | 佐藤順一              | とみながまり | 浅井和久 |
| 141（14）        |                                                                                                  | 戀愛風暴！美奈子的劈腿大作戰                                                               | 山口亮太                     | 五十嵐卓哉            | 香川久       | 田尻健一 |
| 142（15）        |                                                                                                  | 神秘豪宅！獻給你愛的料理                                                                   | 杉原めぐみ                   | 遠藤勇二              | 爲我井克美   | 大河内稔 |
| 143（16）        |                                                                                                  | 相信天馬之時！4戰士的超級變身                                                              | 榎戸洋司                     | 佐々木憲世            | 中村太一     | 橋本和幸 |
| 144（17）        |                                                                                                  | 閃耀的夏日！海風少女亞美                                                                   | 山口亮太                     | 芝田浩樹              | 安藤正浩     | 浅井和久 |
| 145（18）        |                                                                                                  | 目標是首席芭蕾女伶！小兔跳芭蕾                                                             | 吉村元希                     | 小坂春女              | とみながまり | 田尻健一 |
| 146（19）        |                                                                                                  | 十番街的假日！天真的公主殿下                                                               | 杉原めぐみ                   | 佐藤順一              | 下笠美穂     | 大河内稔 |
| 147（20）        |                                                                                                  | 命中注定的伴侶？真琴的純情                                                                 | 山口亮太                     | 遠藤勇二              | 香川久       | 橋本和幸 |
| 148（21）        |                                                                                                  | 巨惡之影！走投無路的三人組                                                                 | 榎戸洋司                     | 宇田鋼之介            | 中村太一     | 浅井和久 |
| 149（22）        |                                                                                                  | 夢之鏡！亞馬遜最後的登台                                                                   | 榎戸洋司                     | 芝田浩樹              | 爲我井克美   | 田尻健一 |
| 150（23）        |                                                                                                  | 亞馬遜四戰士！來自鏡中的惡夢                                                               | 榎戸洋司                     | 幾原邦彦              | 安藤正浩     | 大河内稔 |
| 151（24）        |                                                                                                  | 真正的力量大爆發！亞美的心之樂曲                                                           | 山口亮太                     | 五十嵐卓哉            | とみながまり | 橋本和幸 |
| 152（25）        |                                                                                                  | 火焰的熱情！火星憤怒的超級必殺技                                                           | 杉原めぐみ                   | 小坂春女              | 伊藤郁子     | 浅井和久 |
| 153（26）        |                                                                                                  | 恐怖牙醫？帕拉之館                                                                         | 吉村元希                     | 佐々木憲世            | 安藤正浩     | 橋本和幸 |
| 154（27）        |                                                                                                  | 夢想對決！美奈子與真琴的絕交宣言                                                           | 山口亮太                     | 遠藤勇二              | 清山滋崇     | 浅井和久 |
| 155（28）        |                                                                                                  | 克服恐懼！邁向自由的跳躍                                                                   | 杉原めぐみ                   | 宇田鋼之介            | 下笠美穂     | 大河内稔 |
| 156（29）        |                                                                                                  | 不要迷失夢想！反映真實的鏡子                                                               | 吉村元希                     | 五十嵐卓哉            | 爲我井克美   | 浅井和久 |
| 157（30）        |                                                                                                  | 天馬消失了？！動搖的友情                                                                   | 山口亮太                     | 小坂春女              | 近藤優次     | 橋本和幸 |
| 158（31）        |                                                                                                  | 天馬的秘密！守護夢想世界的美少年                                                           | 吉村元希                     | 佐藤順一              | 黒沢守       | 大河内稔 |
| 159（32）        |                                                                                                  | 小小兔的小小戀愛狂想曲                                                                     | 杉原めぐみ                   | 幾原邦彦              | 伊藤郁子     | 浅井和久 |
| 160（33）        |                                                                                                  | 長大的夢想！亞馬遜戰士的困惑                                                               | 杉原めぐみ                   | 小坂春女              | 安藤正浩     | 田尻健一 |
| 161（34）        |                                                                                                  | 恐怖始動！黑暗女王的魔掌                                                                   | 吉村元希                     | 佐々木憲世            | 清山滋崇     | 窪田忠雄 |
| 162（35）        |                                                                                                  | 黑暗的震源 死亡月亮馬戲團                                                                  | 山口亮太                     | 遠藤勇二              | 伊東美奈子   | 大河内稔 |
| 163（36）        |                                                                                                  | 鏡中迷宮！被捉的小月亮                                                                     | 榎戸洋司                     | 小坂春女              | とみながまり | 橋本和幸 |
| 164（37）        |                                                                                                  | 黃金水晶出現！妮赫蕾妮亞的魔力                                                             | 榎戸洋司                     | 五十嵐卓哉            | 安藤正浩     | 田尻健一 |
| 165（38）        |                                                                                                  | 水晶閃耀時！美麗夢想的力量                                                                 | 榎戸洋司                     | 遠藤勇二              | 牛来隆行     | 田尻健一 |
| 166（39）        |                                                                                                  | 永不放棄夢想！滿天光芒                                                                     | 榎戸洋司                     | 幾原邦彦              | 伊藤郁子     | 浅井和久 |